# Epicephala exetastis
Epicephala exetastis là một loài bướm đêm thuộc họ Gracillariidae. Nó được tìm thấy ở Sri Lanka.